# Stipes

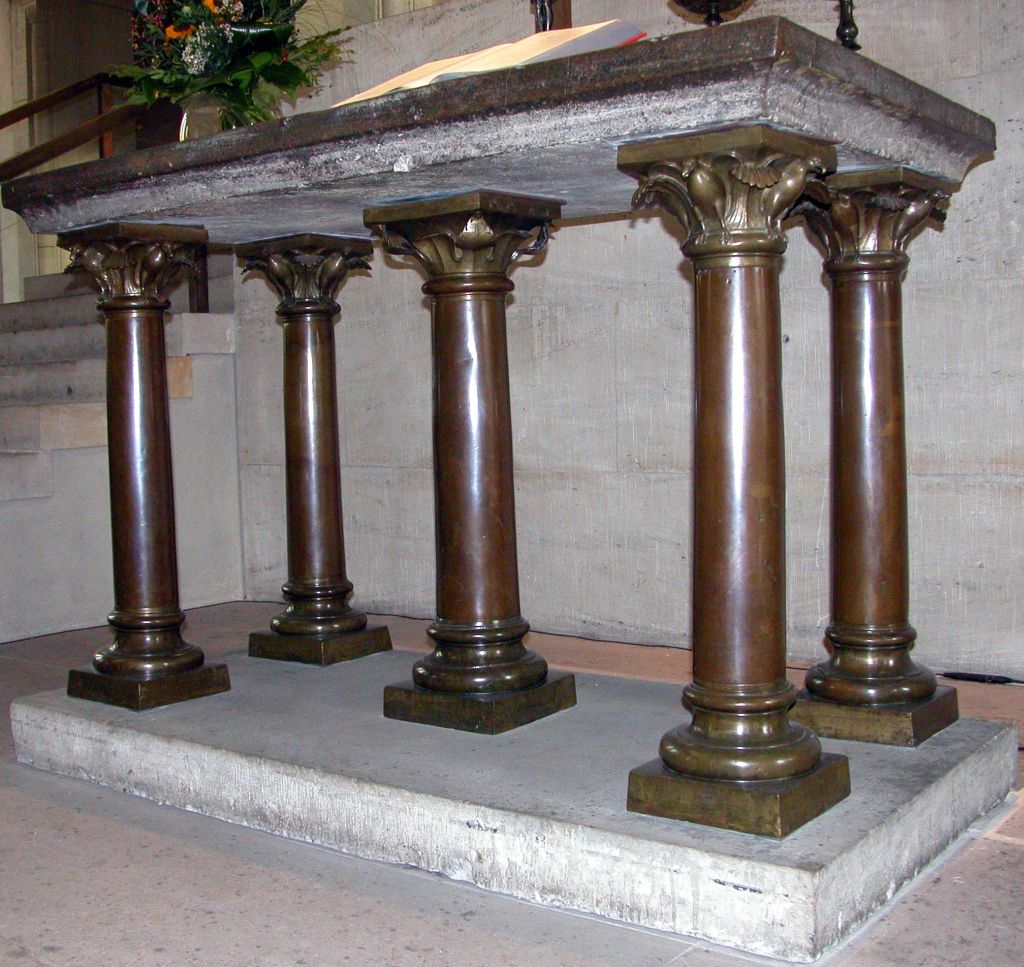

A stipes az oltár tömb- vagy szarkofágszerű, alsó része; erre épül a menza. A stipest a középkorban rendszerint oszlopocskákkal, törpe arkatúrákkal, mérműves ívsorozatokkal, később más építészeti vagy szobordíszekkel, gyakran az oltár titulusával kapcsolatos jelenetekkel ékítették.
Az ókorban a stipes volt az a cölöp, amelyre a keresztre feszítés alkalmával a patibulumhoz rögzített elítéltet felemelték, a felső részéhez rögzítették - ezzel hozva létre a klasszikus latin kereszt formát - majd pedig hozzászegezték a lábát is.